# Dicranota (Plectromyia) reducta
Dicranota (Plectromyia) reducta is een tweevleugelige uit de familie Pediciidae. De soort komt voor in het Nearctisch gebied.